# Генрих III (бургграф Регенсбурга)

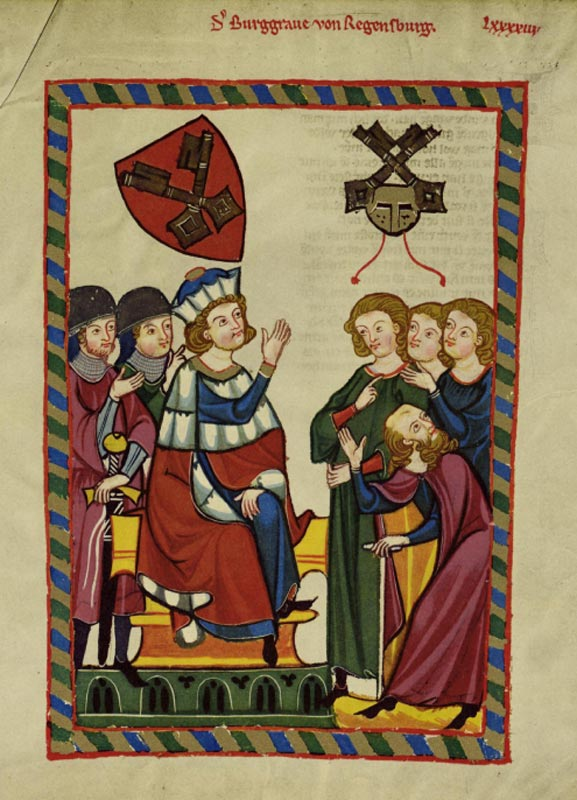
Миннезингер Burggraf von Regensburg

Генрих III (Heinrich III) (ум. 27 ноября 1174) — бургграф Регенсбурга и граф в нижнем Альтмюле с 1142.
Сын Оттона I (ум. 21.10.1143) и Адельхейды фон Плёцкау. В 1142 году наследовал отцу, принявшему монашеский постриг.
С 1144 г. граф в западном Донагау. Граф Регенштауфа с 1147 и Риденбурга с 1150 года. Фогт Прюфенинга и Сент-Эммерама. В 1160 году передал графство Регенштауф брату Оттону — ландграфу Штефлинга.
Первая жена — Берта Австрийская (ум. 09.04.1150), дочь маркграфа Австрии Леопольда III и его второй жены Агнессы фон Штауфен.
От неё дети:
- Фридрих I (ум. 17.07.1181) — бургграф Регенсбурга (1154), граф Риденбурга (1171);
- Генрих IV (ум.04.01.1185) — бургграф Регенсбурга (1174), граф Риденбурга (1179);
- Адельгейда, аббатиса в Обермюнстере.

Вторая жена — имя не известно, дочь графа фон Эттинген. От неё дети:
- Оттон IV (ум. 1183 или позже) — граф Риденбурга (1179), бурграф Рорбаха (1183);
- дочь, жена графа Фридриха I фон Гогенбурга;
- Кунигунда, жена графа Боппо I фон Вертхейма.

Вероятно, Генрих III или его сын Фридрих I - тот самый миннезингер, представитель раннего миннезанга, известный как Burggraf von Regensburg.